# Jerzy Szmidt

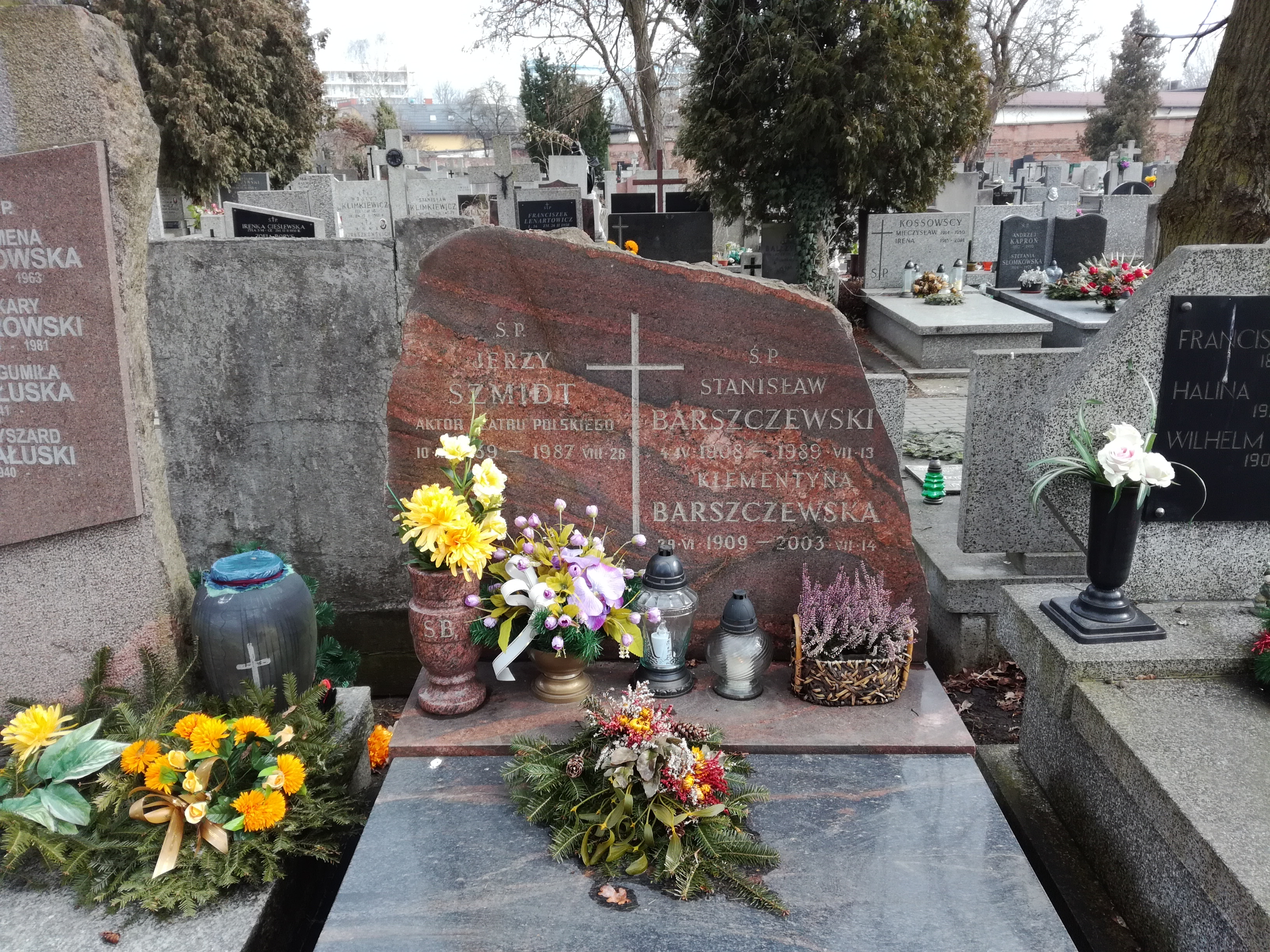
Grób Jerzego Szmidta na cmentarzu Bródnowskim

Jerzy Szmidt (ur. 10 listopada 1939 w Kielcach, zm. 26 sierpnia 1987 w Warszawie) – polski aktor teatralny i filmowy.
Po ukończeniu Państwowej Wyższej Szkoły Teatralnej w 1962 otrzymał angaż w Teatrze Polskim w Bydgoszczy, gdzie grał przez jeden sezon. Kolejne dwa sezony związały go ze sceną Teatru im. Stefana Żeromskiego w Kielcach i jego sceną zamiejscową w Radomiu. W 1966 przeniósł się do Teatru im. Juliusza Słowackiego w Krakowie, gdzie grał sześć sezonów. Od 1972 do tragicznej śmierci w 1987 grał w zespole Teatru Polskiego w Warszawie. Zginął tragicznie w wypadku, został pochowany na cmentarzu Bródnowskim w Warszawie (kw. 13E-II-33).

## Filmografia
- Dyrektorzy (1975) - urzędnik
- Co mi zrobisz, jak mnie złapiesz? (1978)
- Dyrygent (1979)
- Miś (1980) - członek ekipy filmu "Ostatnia paróweczka hrabiego Barry Kenta"